# 普罗啡烷

普罗啡烷的合成; Chem. Abstr. 95, 43442z (1981).

普罗啡烷（开发代号：BL-5572M）是一种含氮有机化合物，分子式C
19H
25NO
2，为吗啡喃衍生物，可作为類阿片镇痛药和止咳藥，从未上市销售。